# Friedrich von Gagern (generał)

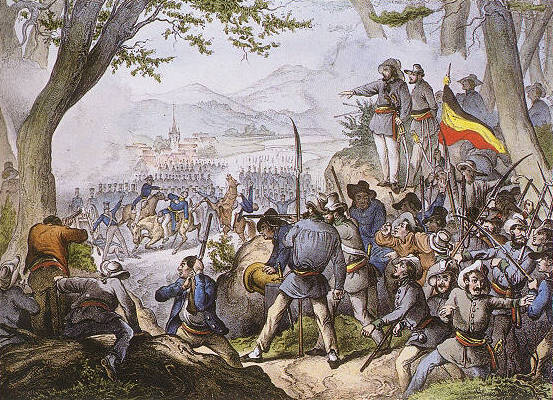
Śmierć generała Friedricha von Gagerna podczas bitwy pod Kandern

Friedrich Ludwig Balduin Karl Moritz Freiherr von Gagern (ur. 24 października 1794 w Weilburgu, zm. 20 kwietnia 1848 w bitwie pod Kandern) – generał holenderski niemieckiego pochodzenia.

## Życiorys
Był najstarszym synem ministra stanu księstwa Nassau Hansa Christopha Ernsta von Gagerna i bratem Heinricha oraz Maximiliana. 
Służył w armii austriackiej i holenderskiej. Dowodził w 1848 roku wojskami hesko-darmsztadzkimi przy tłumieniu powstania Heckera. Zmarł podczas strzelaniny w starciu pod Kandern.